# Cellula di Kupffer
Le cellule di Kupffer sono dei macrofagi specializzati localizzati nel fegato, che fanno parte del "sistema monocito-macrofagico" (sistema reticoloistiocitario o sistema reticoloendoteliale).
Si ritrovano alterate (iperplasia e ipertrofia) nella maggior parte delle patologie epatiche.

## Storia
Furono scoperte da Karl Wilhelm von Kupffer nel 1876.
Lo scienziato credette inizialmente che esse facessero parte dell'endotelio dei vasi sanguigni del fegato. Solo nel 1898 Tadeusz Browicz li identificò come macrofagi.

## Origine
Nell'adulto il loro sviluppo inizia nel midollo osseo, dove si formano i monociti che arrivano per mezzo del sangue al fegato, in cui terminano la loro differenziazione.

## Funzioni
I globuli rossi danneggiati o invecchiati vengono distrutti tramite un'azione fagocitica, dove la molecola di emoglobina viene divisa: le catene di globina vengono riutilizzate mentre la porzione contenente il ferro (il gruppo Eme) viene ulteriormente divisa in ferro (il quale viene riutilizzato) e bilirubina la quale viene coniugata all'acido gluconico all'interno degli epatociti e quindi secreta nella bile.
Helmy et al. hanno identificato un recettore nelle cellule di Kupffer, il recettore del complemento della famiglia delle immunoglobuline (CRIg). Topi privi di CRIg non potrebbero distruggere i patogeni che vengono riconosciuti e ricoperti dal sistema del complemento. Il CRIg è conservato sia nei topi che negli umani ed è un componente chiave nel sistema immunitario innato.

## Ruolo nell'epatopatia alcolica
L'attivazione delle cellule di Kupffer è responsabile per le fasi iniziali del danno epatico dovuto all'alcol, comune negli alcolisti cronici. L'alcolismo cronico ed il danno epatico avviene con un sistema a doppio colpo. Il secondo colpo è caratterizzato da un'attivazione del recettore Toll-like 4 (TLR4) e CD14, i recettori sulle cellule di Kupffer che internalizzano l'endotossina (il lipopolisaccaride o LPS). Questo attiva la trascrizione di citochine pro-infiammatorie (il fattore di necrosi tumorale o TNFα) e la produzione di superossidi. Il TNFα, quindi, viene assorbito dalle cellule stellate nel fegato, portando alla sintesi di collagene ed alla fibrosi. La fibrosi può eventualmente portare alla cirrosi epatica o alla perdita di funzione del fegato.